# Alberca de Los Espinos

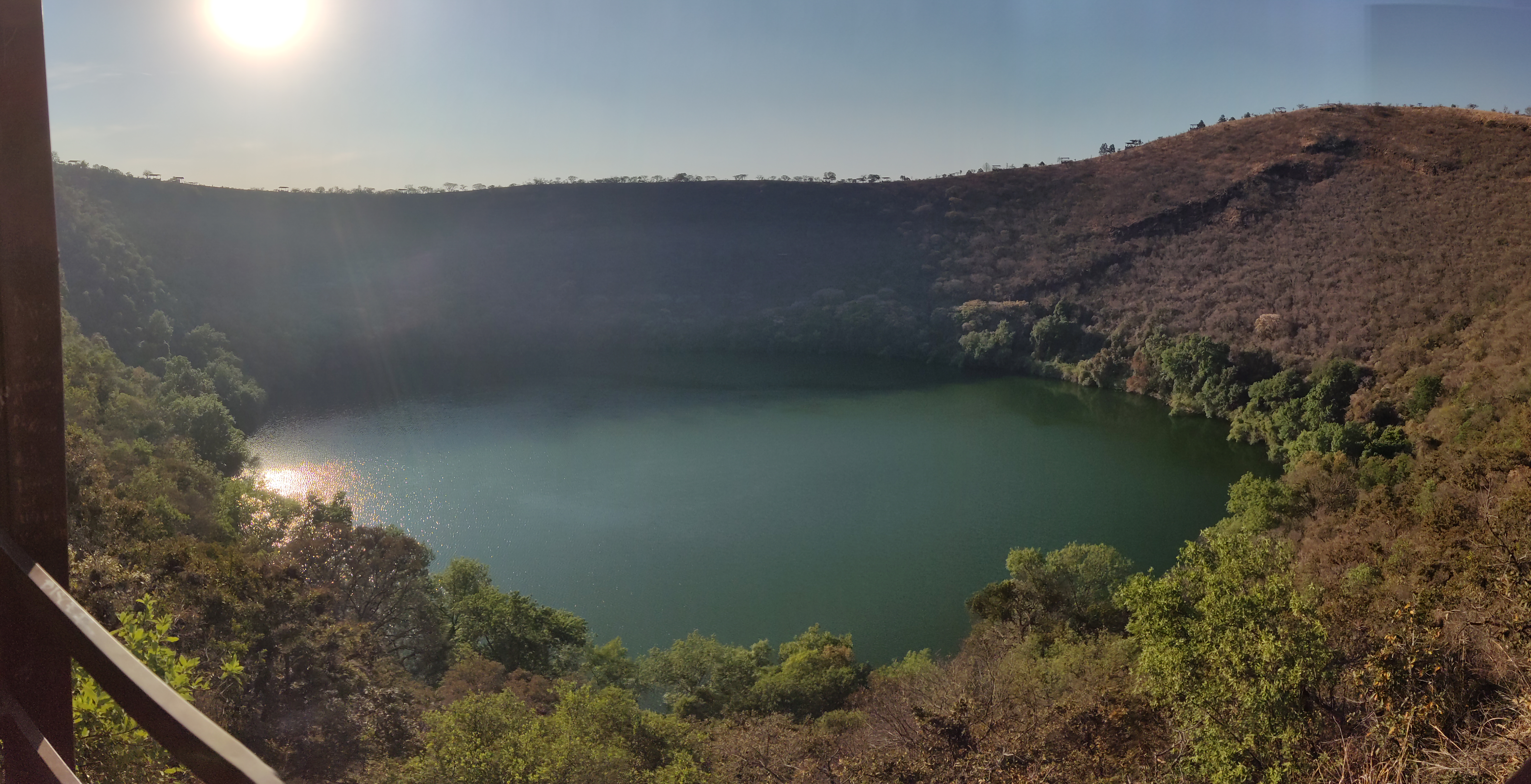

La Alberca de Los Espinos o Alberca de Santa Teresa es un lago de cráter volcánico que se ubica en un área protegida estatal que comprende 142 hectáreas
El cuerpo de agua se encuentra en el cráter de un volcán inactivo, cuyo punto más alto se localiza a 2,100 m s. n. m. y cuyo diámetro máximo del cráter es de 740 metros, el cual, basado en estudios de radiocarbón, hizo su última erupción monogenética de corta duración hace alrededor de 25,000 años. El espejo de agua se encuentra a una altitud de 1980 m s. n. m., tiene una forma semielíptica con un diámetro máximo de 350 metros, un área de 10.62 hectáreas y alcanza una profundidad máxima de 29 metros. Debido a su profundidad, el cuerpo de agua sufre estratificación térmica, por lo que se resuspenden los nutrientes del lecho acuático, provocando en el agua una coloración café en las estaciones frías. Una vez que los nutrientes suspendidos son absorbidos por el plancton, éste incrementa su población, tornando el agua en tonos verdes y azules en las estaciones cálidas.
En el sitio, el cual fue declarado área natural protegida el 14 de marzo de 2003 y Sitio Ramsar el 2 de febrero de 2009 y  se encuentran diferentes especies de flora, por ejemplo: anís de campo, Nogalillo, parotilla, colorín, cazahuate, copales, zapote blanco, algodoncillo o pochote, capulín blanco, granjeno rojo, encino capulincillo, encino blanco, sauce, fresno silvestre mexicano, mezquite blanco, Ahuehuete, huizache, carricillos, eucaliptos, nopales, chicastle manso, lantrisco, tronador, pasto rosado, entre otros.
Dentro de la fauna existente en el área protegida se encuentran especies como: chegua, charal de la caldera, tiro, carpita amarilla, carpa europea, conguita, correcaminos, gavilán de cola roja, zorra gris, zorrillos, gato montés, tuzas, conejo de monte, tlacuache, entre otros.
Desde el año 2005, el sitio cuenta con diversos lugares para la recreación turística tales como cenadores, miradores, veredas empedradas para descender al 
lago y servicios sanitarios. El acceso es administrado por el ayuntamiento del municipio de Jiménez.

## Leyenda
Antiguamente este axalapasco era un sitio de adoración a Tiripeme Curicaueri, también era un sitio en donde los pobladores se bañaban. Tras la conquista española, los frailes utilizaron este sitio para bautizar a los nativos, lo que causó la ira de Tiripeme, el cual producía remolinos en el agua que arrastraba a su interior a las mujeres que se encontraban bañándose o lavando su ropa a la orilla del agua, quienes posteriormente aparecían ahogadas. Fray Jacobo Daciano, tras escuchar estos relatos decidió que la única forma de acabar con ese "demonio" era bautizando la alberca, por lo que el 15 de octubre del año 1550, el fraile franciscano ascendió a la cima del volcán, levantó su cruz y comenzó a rociar agua bendita en el lago, acto seguido, del cuerpo de agua del cráter emergió un gran remolino con mucho viento y un estruendo espantoso, siendo este el "demonio" que huía austado. Fray Jacobo siguió la ceremonia con la frase “Yo te bautizo con el nombre de Santa Teresa”, por lo que desde esa fecha se celebra a Santa Teresa los días 15 de octubre.